# Antonius Margaritha

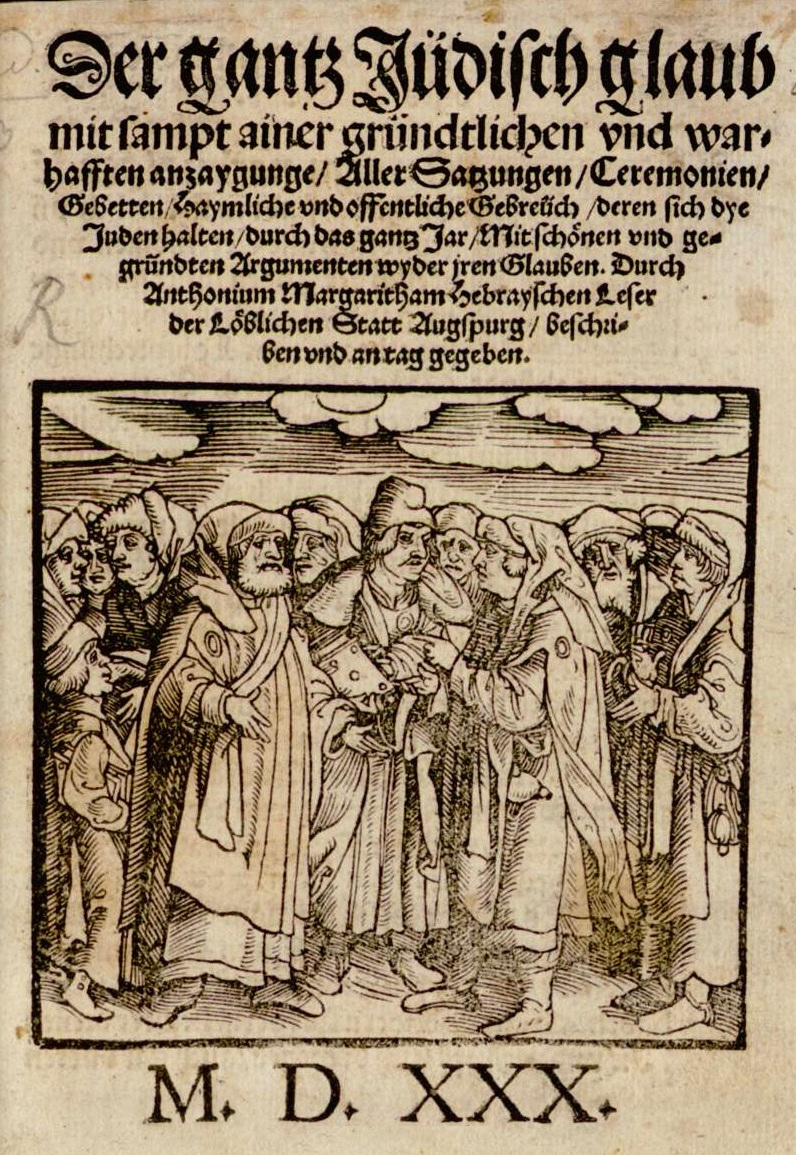
Der gantz judisch Glaub (1530)

Antonius oder Anthonius oder Anton Margaritha (* um 1492 in Nürnberg; † im Frühjahr 1542 in Wien) war ein jüdischer Konvertit zum Christentum, dessen Werk Der gantz judisch Glaub eine Art „Enthüllungsliteratur“ mit judenfeindlicher Zielsetzung darstellt. Es wurde als Quelle für frühneuzeitliche antijüdische Schriften genutzt. Trotz seines polemischen Charakters ist Der gantz judisch Glaub aber auch eine Quelle für den Alltag von Juden im frühen 16. Jahrhundert und wird in diesem Sinn von Historikern ausgewertet. Margarithas Buch enthält die erste Übersetzung eines jüdischen Gebetbuches ins Deutsche.

## Leben

### Familiärer Hintergrund
Anthonius Margaritha entstammte einer Rabbinerfamilie. Sein Großvater Jakob Margoles (Margolith) war der letzte Oberrabbiner von Nürnberg vor der Vertreibung der Juden aus der Stadt im Jahr 1499. Zuvor hatte er als Rabbiner in mehreren süddeutschen Städten gewirkt und galt als Experte für Scheidungsrecht. Als Rabbiner war Jakob Margoles auch Ansprechpartner für Kontakte von Christen zur jüdischen Gemeinde. Johannes Reuchlin fragte ihn, ob er ihm einige kabbalistische Texte besorgen könnte, aber Margoles antwortete, dass sie in Nürnberg nicht erhältlich seien. Nach der Vertreibung aus Nürnberg wurde er Rabbiner in Regensburg, ein Amt, das er bis zu seinem Tod im Jahr 1501 innehatte. Er war zweimal verheiratet und hatte drei Söhne Isaak (gest. 1525), Samuel (gest. 1551) und Schalom Schachna (gest. 1573), wobei Isaak und Samuel vermutlich Kinder aus erste Ehe waren und der deutlich jüngere Schalom Schachna ein Sohn aus Jakobs zweiter Ehe. Während Samuel die Nachfolge seines Vaters als Rabbiner von Regensburg antrat, zogen die beiden anderen Brüder nach Prag und befassten sich dort unter anderem mit der Herausgabe der Arbeit über das Scheidungsrecht, die ihr Vater verfasst hatte.
Samuel Margaritha heiratete Saidia Straubinger. Seine Ehefrau gehörte der in Regensburg alteingesessenen und wohlhabenden Familie Straubinger-Veiflin an. Die Eheleute lebten bis 1499 in Nürnberg, und dort wurde auch ihr Sohn Anthonius geboren. Sein jüdischer Name ist nicht bekannt, aber die Konsonanten seines Taufnamens Anthonius, N-Th-N, lassen an die hebräischen Namen Nathan oder Jonathan denken. Zwei Brüder namens Baruch und Moses Mordechai sind bekannt; Baruch amtierte als Chasan in Regensburg und später in Italien, und Moses Mordechai wurde Rabbiner in Krakau.

### Regensburg

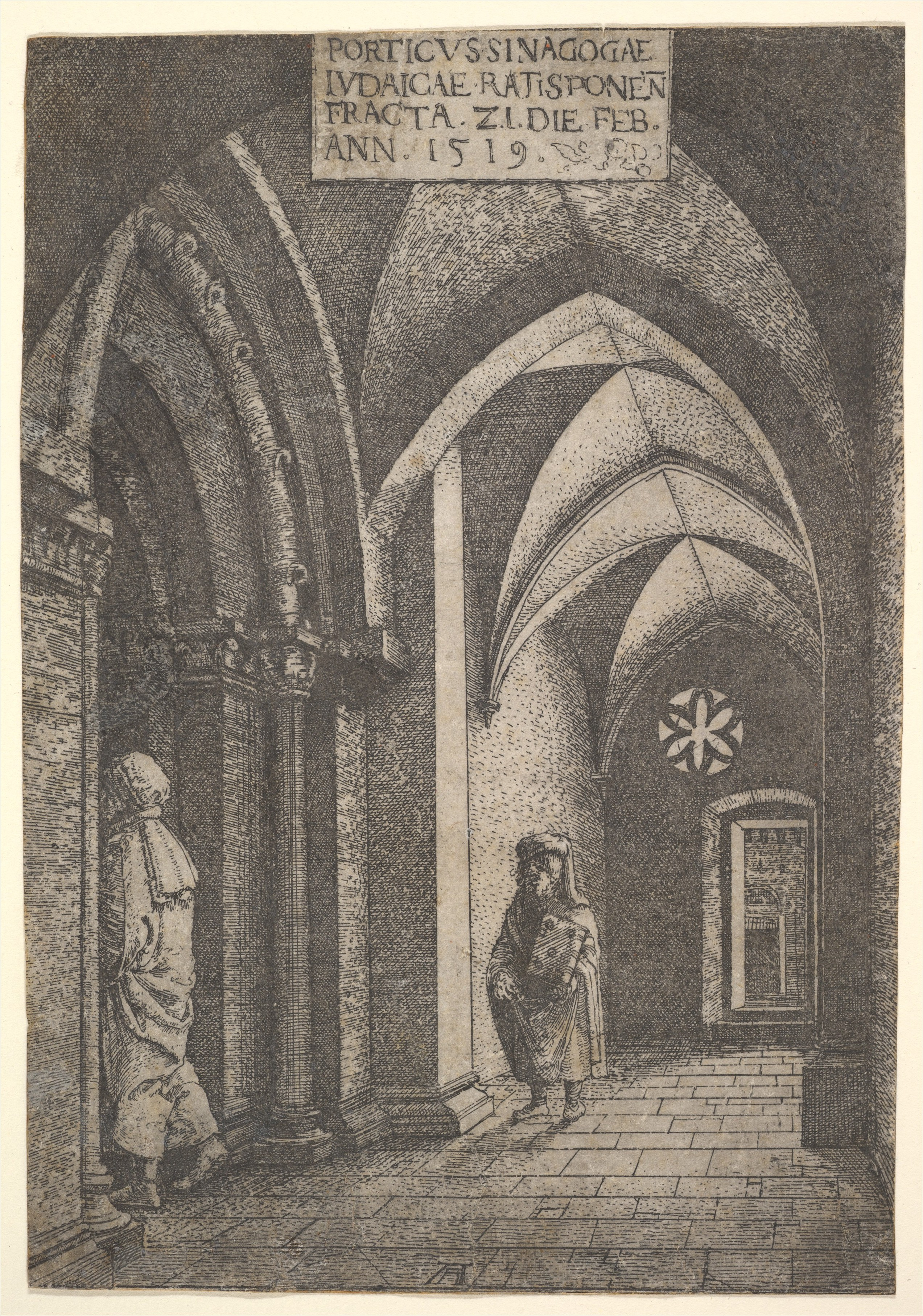
Vorhalle der Regensburger Synagoge (Albrecht Altdorfer 1519)

Anthonius Margarithas Konversion gingen Erfahrungen voraus, die er als jüdisches Kind und Jugendlicher in Regensburg gemacht hatte. Diese Gemeinde befand sich im 15. Jahrhundert in einem wirtschaftlichen Abstieg, hatte ein geringeres Steueraufkommen, wodurch ihre Sicherheitslage zunehmend prekärer wurde. Der Regensburger Stadtrat erließ antijüdische Regelungen, so z. B. 1462 ein Verbot für christliche Hebammen, einer jüdischen Frau bei der Geburt zu assistieren. In den 1470er Jahren kam es zweimal zu Ritualmordanklagen. In Trient wurde ein wandernder Jude unter dem Vorwurf verhaftet, ein christliches Kind (Simon von Trient) ermordet zu haben. Er ließ sich taufen und bezichtigte mehrere Regensburger Juden, vor einigen Jahren einen Ritualmord begangen zu haben. Darunter war Rabbi Eisik Stein, ein Verwandter von Saidia Straubinger. Diese Personen wurden verhaftet, gegen hohe Geldzahlungen aber schließlich freigelassen. 1499 klagte die Regensburger jüdische Gemeinde bei Herzog Georg von Bayern-Landshut, dass christliche Bäcker sich weigerten, ihnen Brot zu verkaufen und ihre Kinder Not litten. Georg veranlasste den Stadtrat, dieses Verhalten der Bäcker zu unterbinden. Die Quellen schweigen weitgehend dazu, wie die jüdische Minderheit auf all diese Schikanen und Bedrohungen reagierte; hier ist Margarithas Werk eine (allerdings sehr parteiische) Ausnahme. Margaritha geht von einer konstanten Feindseligkeit aus: „In summa kein Jud will keynem Christen wol.“ Im Widerspruch dazu stehen die Erfahrungen des Hebräischprofessors Johann Böschenstein, der Anfang des 16. Jahrhunderts in der jüdischen Gemeinde von Regensburg respektvoll behandelt wurde.
Die Regensburger jüdische Gemeinde war, wie auch in anderen Städten, sozial in zwei Gruppen geteilt: auf der einen Seite die wohlhabenden Familien, die fast allein die finanziellen Lasten trugen, die christliche Obrigkeiten der ganzen jüdischen Gemeinde auferlegten und im Gegenzug eine begrenzte Rechtssicherheit hatten – auf der anderen Seite die Armen, die aus Sicht der christlichen Behörden kein Aufenthaltsrecht in der Stadt hatten und dort bestenfalls toleriert wurden. Ihr Anteil an der jüdischen Bevölkerung wird für Erfurt und Nürnberg im Jahr 1485 auf 25 bis 50 % geschätzt. Ein Teil von ihnen wanderte von einer Stadt zur nächsten und lebte von der Wohltätigkeit ihrer reicheren Glaubensgenossen. Schon aus dem späten 15. Jahrhundert sind Konversionen von Regensburger Juden zum Christentum bekannt. Dann trat 1500/01 Ascher Lemlein in Venedig auf und verkündete das baldige Erscheinen des Messias; der Begeisterung, die das in deutschen jüdischen Gemeinden auslöste, folgte Enttäuschung, und aus dieser Krise heraus kam es zu weiteren Konversionen.
Die Feindseligkeit der christlichen Regensburger Bevölkerung gegen die jüdische Gemeinde steigerte sich immer mehr und mündete 1519 in die Vertreibung der Juden aus Regensburg. Bereits 1518 beantragte der Stadtrat bei Kaiser Maximilian, alle Juden aus der Stadt auszuweisen mit Ausnahme von 15 Familien, die unter besonderem kaiserlichem Schutz standen. in ihrer Antwort darauf klagte die jüdische Gemeinde beim Kaiser, dass sich die Regensburger Bäcker – wieder – weigerten, ihnen Brot zu verkaufen. Der Kaiser lehnte das Ansinnen der Stadt Regensburg ab, aber er starb im Januar 1519, und während des Interregnums, das folgte, setzte der Stadtrat die Ausweisung von 600 bis 800 Regensburger Juden innerhalb weniger Tage durch. Als Scharfmacher agierte dabei der Prediger Balthasar Hubmaier.

### Wasserburg
Am Schluss der Schrift Der gantz jüdisch Glaub datierte Margaritha seine Taufe und setzte sie in Beziehung zur Veröffentlichung seines Buchs (1530): „Außgangen im neündten jar meiner Widergepurth /  wöllische zu Wasserburgk geschehen.“ Demnach ließ er sich 1521/22 in Wasserburg am Inn taufen. Seine Frau vollzog diesen Schritt ebenfalls.
Anthonius Margaritha wurde von Joseph von Rosheim als Lutheraner bezeichnet, und sein schlagwortartiger Gebrauch des Begriffs „Evangelium“ sowie einzelne Phrasen wie „Christglaubige hertzen“ legen nahe, dass er sich zeitweilig selbst der reformatorischen Bewegung zuordnete; am Ende seines Lebens, als Hebräischlehrer an der Universität Wien, war er indes zweifellos Mitglied der römisch-katholischen Kirche.

### Augsburg
Im Jahre 1530 gelangte er nach Augsburg, wo er im selben Jahr Der gantz judisch Glaub veröffentlichte. Die Zeit des im selben Jahr stattfindenden Reichstags zu Augsburg verbrachte Margaritha im Gefängnis. Der Grund für seinen Aufenthalt im Kerker ist nicht eindeutig zu klären. Entschiedenen Einfluss wird jedoch eine Auseinandersetzung mit Josel von Rosheim gehabt haben, der in einer öffentlichen Disputation das Werk Margarithas widerlegen konnte. Erst auf Betreiben des Wiener Bischofs Johann Fabri wurde er aus der Haft entlassen und aus Augsburg verbannt.

### Leipzig
Ausgewiesen aus Augsburg, begab sich Margaritha nach Leipzig. Hier erschienen 1531 zwei Auflagen einer überarbeiteten Version von Der gantz jüdisch Glaub. Der Verfasser bezeichnet sich darin als Hebräischlehrer an der Leipziger Universität. Nur dem Titel nach bekannt ist ein weiteres Buch Margarithas, das in seiner Leipziger Zeit entstand: Psalterium Hebraicum cum radicibus in margine. Es handelt sich dabei um den hebräischen Text der Psalmen mit Beigaben. In Leipzig unterrichtete Margaritha Bernhard Ziegler im Hebräischen, der später als Theologieprofessor und als Hebraist bekannt wurde. Dem Rechnungsbuch vom Leipziger Ostermarkt 1534 ist zu entnehmen, dass Anthonius Margaritha Leipzig schon im folgenden Jahr verlassen hatte und seine Familie dort in Armut zurückgeblieben war.

### Wien
Margaritha versuchte, das durch den Humanismus erwachte Interesse an der hebräischen Sprache zu nutzen und mit einer akademischen Tätigkeit seinen Lebensunterhalt sicherzustellen. In Wien war 1533 im Rahmen einer Universitätsreform ein Lehrstuhl für Hebräisch eingerichtet worden. Margaritha nahm einen Ruf nach Wien an und ließ Frau und Kleinkinder zunächst in Leipzig zurück, wo sie auf öffentliche Unterstützung angewiesen waren. Die Festanstellung verbesserte Margarithas prekäre finanzielle Lage kaum, da die Universität mit der Auszahlung seines Gehalts säumig war. Man kritisierte, dass er seinen Unterricht nicht auf Lateinisch halten konnte. Dabei stand Margaritha weiterhin mit seiner Herkunftsfamilie im Kontakt. Diese bot ihm an, Buße zu tun, ins Judentum zurückzukehren und eine gut dotierte Lehrerstelle im Ausland anzutreten.

## Werk
Das Hauptwerk Margarithas, Der gantz jüdisch Glaub, ist eine frühe Ethnographie des Judentums, allerdings aus der polemischen Perspektive des Konvertiten. Als Rabbinersohn präsentierte sich Margharita dem christlichen Leser als „kompetenter Enthüller jüdischer Geheimnisse.“ Margaritha lag weniger daran, seine Konversion plausibel zu machen oder durch sein Buch andere Juden zu bekehren; seine Adressaten waren Christen, die in der Nachbarschaft von Juden wohnten, sowie Christen, die meinten, „der Juden wesen sey gut / die Juden haltten ire gesatz baß dann wir.“ Stimmen, die Respekt gegenüber dem Judentum äußern, sind allerdings im zeitgenössischen christlichen Schrifttum rar. Am ehesten lässt ein anonymes Gutachten von Andreas Osiander eine solche Position erkennen.
Seinen Lesern schärfte Margharita ein, dass der Umgang mit Juden für sie gefährlich sei. Er warnte zum Beispiel davor, jüdische Ärzte zu konsultieren, „fortan ein Standardthema protestantischer Judenangst in der Frühneuzeit.“
Margaritha zeichnete ein sehr tendenziöses Bild des jüdischen Sabbats:
„Nach diesem tun die Juden den ganzen Tag nichts. Wenn sie bedürfen einzuheizen, Licht anzuzünden, Kühe zu melken etc., nehmen sie etwa einen einfältigen armen Christen, der ihnen solches tue. Des berühmen sie sich, sie bilden sich ein, sie seien also Herren und die Christen ihre Knechte, sprechen, sie haben noch das wahre Regiment und die Herrschaft, sintemal die Christen ihnen dienten in aller Arbeit und sie müssig liegen.“
Auch ein populäres und für Juden brandgefährliches Argumentationsmuster findet sich bei Margaritha – Juden als geheime Verbündete des fernen militärischen Gegners:
„Die Juden frohlocken sehr, wenn sich ein Krieg in der Christenheit vor allem durch den Türken erhebt. Dann beten sie weiter gegen alle Obrigkeit der Christen. Sie können nicht leugnen, dass ihre Fluche auf die jetzigen christlichen Königreiche und das Kaisertum gehe.“
Margharita verfolgte mit dieser Beschuldigung eine politische Absicht: Fürsten und Kaiser sollten den Juden im Heiligen Römischen Reich Rechtssicherheit und Schutz entziehen. Er malte sich aus, dass die Juden, wenn sie im Elend lebten, ihren Erwählungsglauben aufgäben, und dann würden sie zum Christentum konvertieren. In der Frühzeit der Reformation kamen viele Aspekte der bisherigen gesellschaftlichen Ordnung auf den Prüfstand, und das verschaffte Margarithas judenfeindlichen Vorschlägen besondere Aufmerksamkeit.
Der Kirchenhistoriker Thomas Kaufmann stellt fest, dass um 1530 eine neue Sicht auf das Judentum vorherrschte: Nun ging es nicht mehr um Bekehrungsversuche oder um eine Reflexion darüber, warum diese misslangen. Christliche Autoren stellten das Judentum als Bedrohung dar; die Angst vor der „wortmagischen“ jüdischen Gebetspraxis sei an die Stelle der „blutmagischen“ spätmittelalterlichen Judenangst getreten. Zu diesem Paradigmenwechsel passt, dass Ritualmordbeschuldigungen und Hostienfrevel nun keine Rolle mehr spielten und auch von Margaritha und zeitgenössischen Konvertiten nicht vertreten, bzw. zurückgewiesen wurden. Im Unterschied zu früheren Autoren kritisiert Margaritha nicht einzelne jüdische Gebetstexte als christenfeindlich, sondern der ganze jüdische Gottesdienst als solcher sei gegen das Christentum gerichtet.

## Rezeptionsgeschichte
Der gantz jüdisch Glaub wurde besonders von protestantischen Theologen rezipiert und dabei noch vergröbert und polemisch überspitzt. Bis ins 18. Jahrhundert entstand so ein verzerrtes Bild von jüdischer Religion und jüdischem Brauchtum, abgesichert durch die Informationen eines Insiders, als der sich Margaritha darstellte. Folgende Autoren sind in ihrer Kenntnis des Judentums von Margarithas Werk abhängig:
- Martin Luther, Von den Jüden und iren Lügen (1543);
- Martin Bucer, Kasseler Ratschlag (1538);
- Marcus Lombardus;
- Johann Buxtorf, Juden Schul (1603);
- Johann Christoph Wagenseil;
- Johann Jacob Schudt;
- Johann Andreas Eisenmenger.

## Schriften (Auswahl)
- Antonius Margaritha: Der gantz Jüdisch Glaub mit sampt ainer gründtlichen vnd warhafften anzaygunge aller Satzungen, Ceremonien, Gebetten, Haymliche vnd offentliche Gebreüch, deren sich dye Juden halten, durch das ganzt Jar. Mit schönen und gegrundten Argumenten wyder jren Glauben. Durch Anthonium Margaritham ... beschriben und an tag gegeben. Heinrich Stayner, Augsburg 1530.
- Anthonius Margaritha: Der Hebrayschen zungen ... Lector, erklerung, wie aus dem heylligen, 53. Capittel, des fürnemigisten Propheten Esaie grüntlich außgefüert, probiert, das der verhaischen Moschiach (wellicher Christus ist) schon khomen, die Juden auff khainen anndern mer wartten sollen, Zu trost allen frumen Christen, ... ; Auch ein khurtze vergleychung Bayder Testament, Wienn jn Osterreych 1534, Digitalisat, Bayerische Staatsbibliothek München.